# Mariano Donda
Mariano Martín Donda (Buenos Aires, Argentina; 25 de marzo de 1982) es un exfutbolista argentino. Su posición era la de mediocampista, y se retiró luego de poco más de 5 años desempeñados en el Al Wasl de los Emiratos Árabes Unidos.

## Trayectoria
Donda comenzó su carrera profesional con Nueva Chicago en 2003. El club descendió a la Primera B Nacional en 2004, pero Donda eligió quedarse en el club y les ayudó a lograr el ascenso a la Primera en 2006. Al final de la temporada 2006/07, Nueva Chicago descendió después de perder el partido de promoción ante Tigre, esta derrota lo llevó a trasladarse a Italia para unirse al AS Bari.
El 26 de julio de 2010, Donda puso fin al contrato con Bari en el consentimiento mutuo. Pocos días después, firmó contrato con Godoy Cruz de Argentina.
En 2011, quien había sido figura del conjunto mendocino durante el Clausura 2011, se va a Al Wasl FC tras haber rescindido su contrato con Godoy Cruz.

## Clubes
| Club          | País                   | Año         | PJ | Goles |
| ------------- | ---------------------- | ----------- | -- | ----- |
| Nueva Chicago | Argentina              | 2003 − 2007 | 76 | 10    |
| AS Bari       | Italia                 | 2007 − 2010 | 55 | 3     |
| Godoy Cruz    | Argentina              | 2010 − 2011 | 25 | 6     |
| Al Wasl       | Emiratos Árabes Unidos | 2011 − 2016 | 16 | 5     |

## Palmarés
| Título                       | Club          | País      | Año     |
| ---------------------------- | ------------- | --------- | ------- |
| Torneo Clausura (B Nacional) | Nueva Chicago | Argentina | 2006    |
| Serie B                      | AS Bari       | Italia    | 2008-09 |